# Lima (Schweden)
Lima ist ein Ort (Tätort) in der südschwedischen Provinz Dalarnas län und der historischen Provinz Dalarna.
Der Ort liegt am Västerdalälven etwa 35 Kilometer nordwestlich von Malung, dem Zentralort der Gemeinde. Im Jahr 2010 hatte der Ort 398 Einwohner und galt als Tätort, verlor diesen Status aber danach wegen des zu großen Abstandes in der Wohnbebauung gemäß Tätortsdefinition. Die etwas separat gelegenen nördlichen Teile des früheren Tätorts zu beiden Seiten des Flusses (Husom/Torgås, Sörnäs) werden seither als zwei eigenständige Småorter geführt. Seit Ende 2018 weist Lima wieder mehr als 200 Einwohner (genau 212) aus.
Durch den Ort verläuft der Riksväg 66. Auf die gegenüberliegende Seite des Västerdalälven führt der Länsväg W 1046. Lima besaß einen Bahnhof an der stillgelegten und abgebauten Bahnstrecke der Limedsforsen–Särna Järnväg, einer Fortführung der Västerdalsbanan.
Lima besitzt eine Schule und eine Poliklinik. Es war bis 2006 Sitz der Kirchengemeinde Lima församling (ehemals socken), die dann aber in der heutigen Lima-Transtrands församling mit Sitz im knapp 20 Kilometer nördlich gelegenen Transtrand aufgegangen ist.

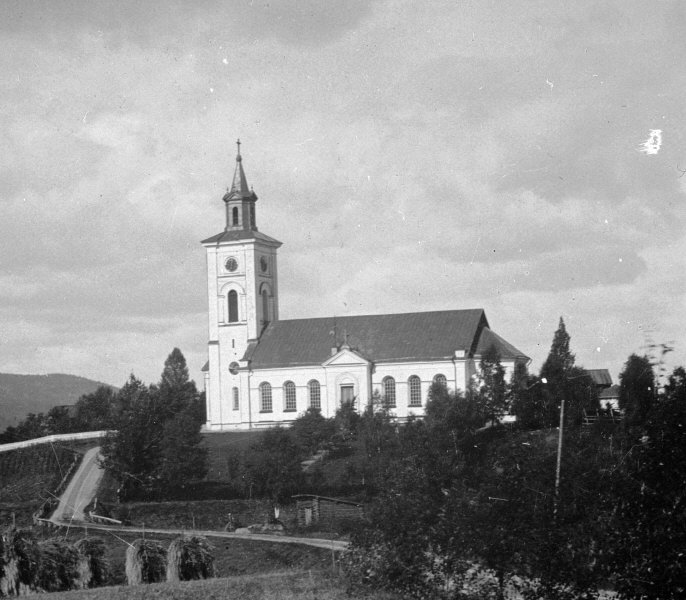
Lima kyrka
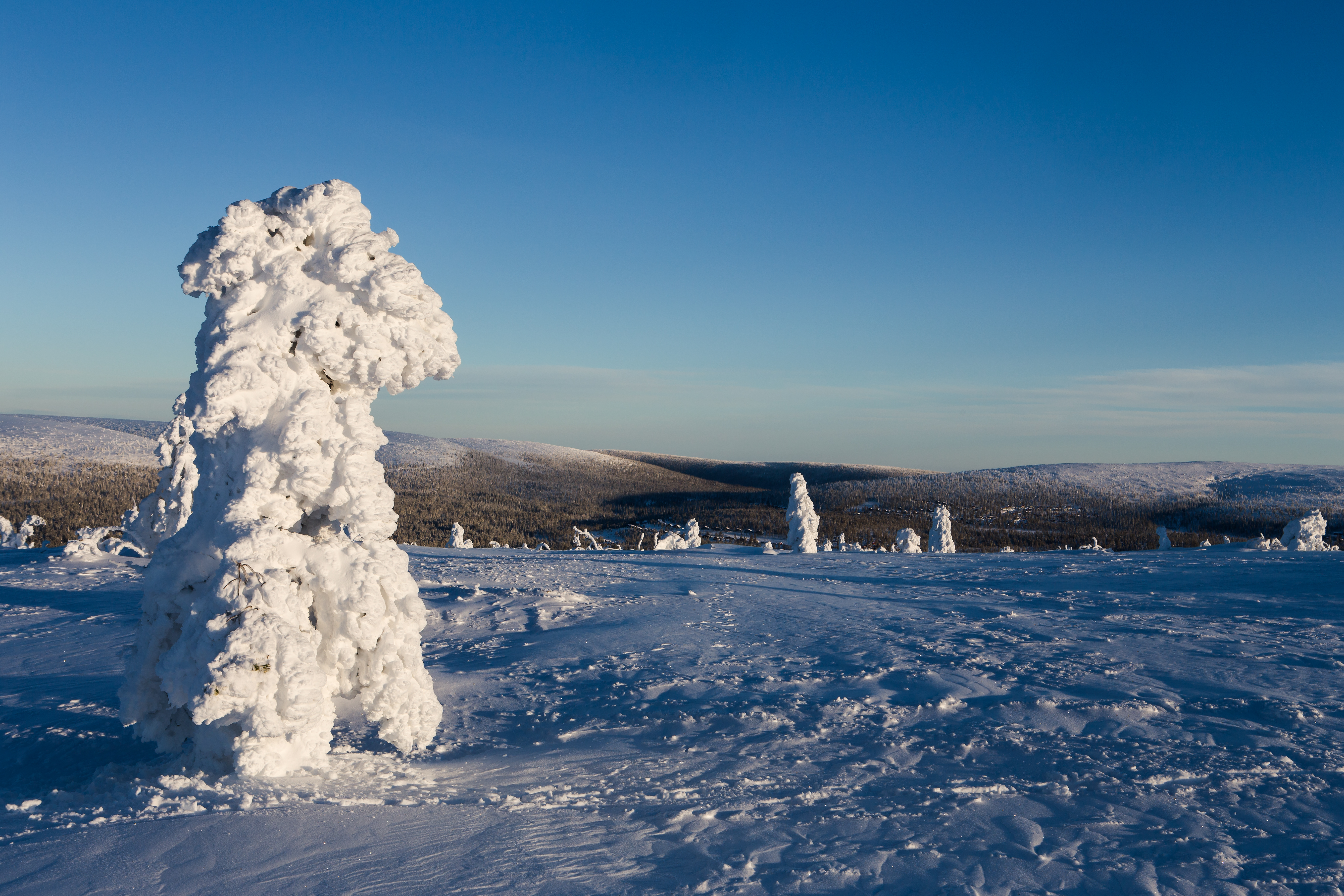
Hundfjället
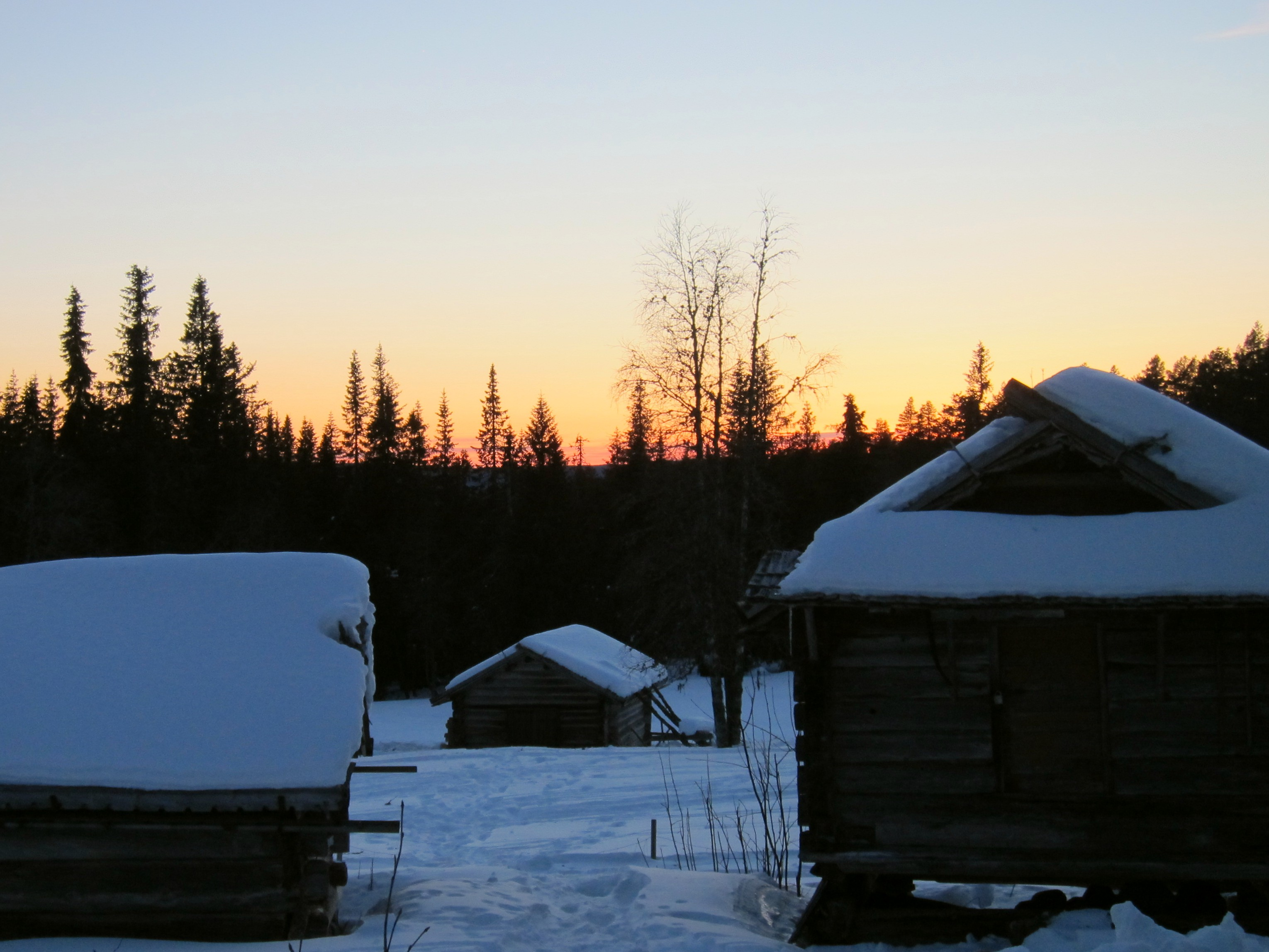
Bauernhof

## Persönlichkeiten
- Inge Limberg (* 1922 in Lima; † 1989 in Lima), Skilangläufer, Olympiateilnehmer